# Туга (приток Нерли)
Туга — река в России, протекает по Ивановской области. Устье реки находится в 130 км по левому берегу реки Нерль, в Гаврилово-Посадском районе. Исток у села Крапивново Тейковского района Ивановской области. Длина реки составляет 18 км, площадь водосборного бассейна — 103 км². Не судоходна.
Вдоль русла реки расположены населённые пункты (от устья к истоку): Мальтино, Печищи, Мытищи Лобцовского сельского поселения Гаврилово-Посадского района, Пантелеево, Плосково, Кондраково, Крапивново Крапивновского сельского поселения Тейковского района Ивановской области.

## Притоки
(указано расстояние от устья)
- 3,1 км: река Калининка (правый)

## Данные водного реестра
По данным государственного водного реестра России относится к Окскому бассейновому округу, водохозяйственный участок реки — Нерль от истока и до устья, речной подбассейн реки — бассейны притоков Оки от Мокши до впадения в Волгу. Речной бассейн реки — Ока.
Код объекта в государственном водном реестре — 09010300812110000032531.